# Spengler Cup 2004
Der Spengler Cup 2004 (französisch Coupe Spengler 2004) war die 78. Auflage des gleichnamigen Wettbewerbs und fand vom 26. bis 31. Dezember 2004 im Schweizer Luftkurort Davos statt. Als Spielstätte fungierte das dortige Eisstadion. Insgesamt besuchten 80'524 Zuschauer die elf Turnierspiele, was einem Schnitt von 7'320 pro Partie entspricht.
Es siegte der Gastgeber HC Davos, der durch einen 2:0-Sieg im Finalspiel über den HC Sparta Prag das Turnier gewann. Bereits in der Qualifikation hatten die Eidgenossen die Partie mit 6:4 für sich entschieden. Die Gastgeber profitierten vor allem durch ihre zahlreichen Verpflichtungen von Spielern aus der National Hockey League, da die dortige Spielzeit einem Lockout zum Opfer fiel. So standen unter anderem Joe Thornton, Rick Nash, Martin St. Louis und Niklas Hagman im Davoser Kader. Insgesamt nahmen 18 NHL-Spieler am Turnier teil. Es war der insgesamt 13. Titelgewinn für den HCD und der dritte in den letzten fünf Jahren.
Der Kanadier Rick Nash in Diensten des HC Davos war mit sieben Scorerpunkten, darunter vier Tore, erfolgreichster Akteur des Turniers. Der Russe Sergei Gontschar vom HK Metallurg Magnitogorsk wurde als wertvollster Spieler ausgezeichnet.

## Modus
Die fünf teilnehmenden Teams spielten zunächst in einer Einfachrunde im Modus «jeder gegen jeden», so dass jede Mannschaft vier Spiele bestritt. Die beiden punktbesten Mannschaften nach Abschluss der zehn Qualifikationsspiele ermittelten schliesslich in einer zusätzlichen Partie den Turniersieger.

## Turnierverlauf

### Qualifikation
| 26. Dezember 2004 15:00 Uhr | HIFK Helsinki A. Luttinen (41:01) | 1:6 (0:1, 0:1, 1:4) Spielbericht | HC Davos B. Christen (1:53) S. Rizzi (21:02) M. St. Louis (47:23) N. Hagman (48:04) M. Riesen (55:45) F. Sutter (58:03) | Eisstadion, Davos Zuschauer: 7'580 |

| 26. Dezember 2004 20:15 Uhr | Team Canada R. Gardner (15:58) J. Alston (20:42) J. Heward (30:40) R. Robitaille (41:18) J. Alston (59:11) | 5:2 (1:1, 2:1, 2:0) Spielbericht | HK Metallurg Magnitogorsk S. Arekajew (15:32) S. Gontschar (26:12) | Eisstadion, Davos Zuschauer: 7'580 |

| 27. Dezember 2004 15:00 Uhr | HK Metallurg Magnitogorsk J. Dobryschkin (11:19) A. Tertyschny (14:13) J. Dobryschkin (23:35) S. Arekajew (41:38) R. Gusmanow (59:36) | 5:6 n. P. (2:2, 1:2, 2:1, 0:0, 0:1) Spielbericht | HC Sparta Prag K. Pilař (8:59) J. Marek (5:30) O. Kratěna (22:02) O. Kratěna (25:54) O. Kratěna (43:38) J. Marek (PS) | Eisstadion, Davos Zuschauer: 7'323 |

| 27. Dezember 2004 20:15 Uhr | HC Davos S. Rizzi (7:38) R. Nash (13:42) | 2:3 n. P. (2:0, 0:1, 0:1, 0:0, 0:1) Spielbericht | Team Canada R. Robitaille (39:54) J. Pollock (46:08) R. Robitaille (PS) | Eisstadion, Davos Zuschauer: 7'580 |

| 28. Dezember 2004 15:00 Uhr | HC Davos B. Christen (23:36) B. Christen (49:37) R. Nash (PS) | 3:2 n. P. (0:0, 1:0, 1:2, 0:0, 1:0) Spielbericht | HK Metallurg Magnitogorsk S. Gontschar (43:57) P. Sýkora (57:50) | Eisstadion, Davos Zuschauer: 7'580 |

| 28. Dezember 2004 20:15 Uhr | HC Sparta Prag M. Chabada (9:33) A. Wichser (35:14) P. Ton (55:11) J. Hlaváč (59:02) | 4:2 (1:0, 1:1, 2:1) Spielbericht | HIFK Helsinki K. Kuhta (28:23) J. Karalahti (47:52) | Eisstadion, Davos Zuschauer: 6'953 |

| 29. Dezember 2004 15:00 Uhr | Team Canada S. Roest (43:32) H. Domenichelli (55:45) | 2:4 (0:2, 0:1, 2:1) Spielbericht | HC Sparta Prag D. Výborný (6:30) J. Hlaváč (9:27) M. Chabada (39:52) M. Broš (59:48) | Eisstadion, Davos Zuschauer: 7'071 |

| 29. Dezember 2004 20:15 Uhr | HK Metallurg Magnitogorsk A. Kaigorodow (25:11) A. Rasin (41:36) A. Boikow (49:02) A. Kaigorodow (53:35) R. Gusmanow (59:43) | 5:3 (0:0, 1:3, 4:0) Spielbericht | HIFK Helsinki J. Fagerstedt (30:33) A. Luttinen (32:25) K. Hirschovits (33:20) | Eisstadion, Davos Zuschauer: 6'117 |

| 30. Dezember 2004 15:00 Uhr | HIFK Helsinki R. Vopat (30:59) K. Hirschovits (39:44) | 2:3 (0:2, 2:1, 0:0) Spielbericht | Team Canada J. Alston (0:44) R. Gardner (18:03) R. Robitaille (20:49) | Eisstadion, Davos Zuschauer: 7'580 |

| 30. Dezember 2004 20:15 Uhr | HC Sparta Prag M. Chabada (5:01) T. Netík (36:22) J. Marek (40:51) I. Majeský (57:42) | 4:6 (1:2, 1:3, 2:1) Spielbericht | HC Davos J. Marha (0:52) M. St. Louis (5:46) A. Ramholt (22:12) R. Nash (24:00) M. Riesen (33:36) R. Nash (59:56) | Eisstadion, Davos Zuschauer: 7'580 |

| Pl. |                           | Sp | S | OTN | N | Tore  | Punkte |
| --- | ------------------------- | -- | - | --- | - | ----- | ------ |
| 1.  | HC Davos                  | 4  | 3 | 1   | 0 | 17:10 | 7      |
| 2.  | HC Sparta Prag            | 4  | 3 | 0   | 1 | 18:15 | 6      |
| 3.  | Team Canada               | 4  | 3 | 0   | 1 | 13:10 | 6      |
| 4.  | HK Metallurg Magnitogorsk | 4  | 1 | 2   | 1 | 14:17 | 4      |
| 5.  | HIFK Helsinki             | 4  | 0 | 0   | 4 | 08:18 | 0      |

### Final
| 31. Dezember 2004 12:00 Uhr | HC Davos M. Riesen (7:06) N. Hagman (59:25) | 2:0 (1:0, 0:0, 1:0) Spielbericht | HC Sparta Prag | Eisstadion, Davos Zuschauer: 7'580 |

## All-Star-Team
| Angriff:      | Ondřej Kratěna – Alexei Kaigorodow – Rick Nash |
| Verteidigung: | Karel Pilař – Sergei Gontschar (MVP)           |
| Tor:          | Jonas Hiller                                   |